# Matthew Judon
(en) Statistiques sur pro-football-reference
Matthew Judon, né le 15 août 1992 à Baton Rouge, est un joueur américain de football américain. Il joue linebacker en National Football League (NFL).

## Biographie

### Carrière universitaire
Étudiant à l'université d'État de Grand Valley, il a joué pour les Lakers, équipe évoluant en division II, de 2011 à 2015.

### Carrière professionnelle
Il est sélectionné par les Ravens de Baltimore au 146e rang lors du cinquième tour de la draft 2016 de la NFL.
À sa quatrième saison, en 2019, avec les départs de Za'Darius Smith et Terrell Suggs durant l'intersaison, il obtient plus de responsabilités au sein de la défense des Ravens, en particulier sur le pass-rush (course vers le passeur). Il réalise 54 plaquages et 9,5 sacks en plus de forcer 4 fumbles, lui valant une première sélection au Pro Bowl. À l'issue de la saison, les Ravens lui posent un tag pour la saison 2020. 